# Slaget vid Harpers Ferry

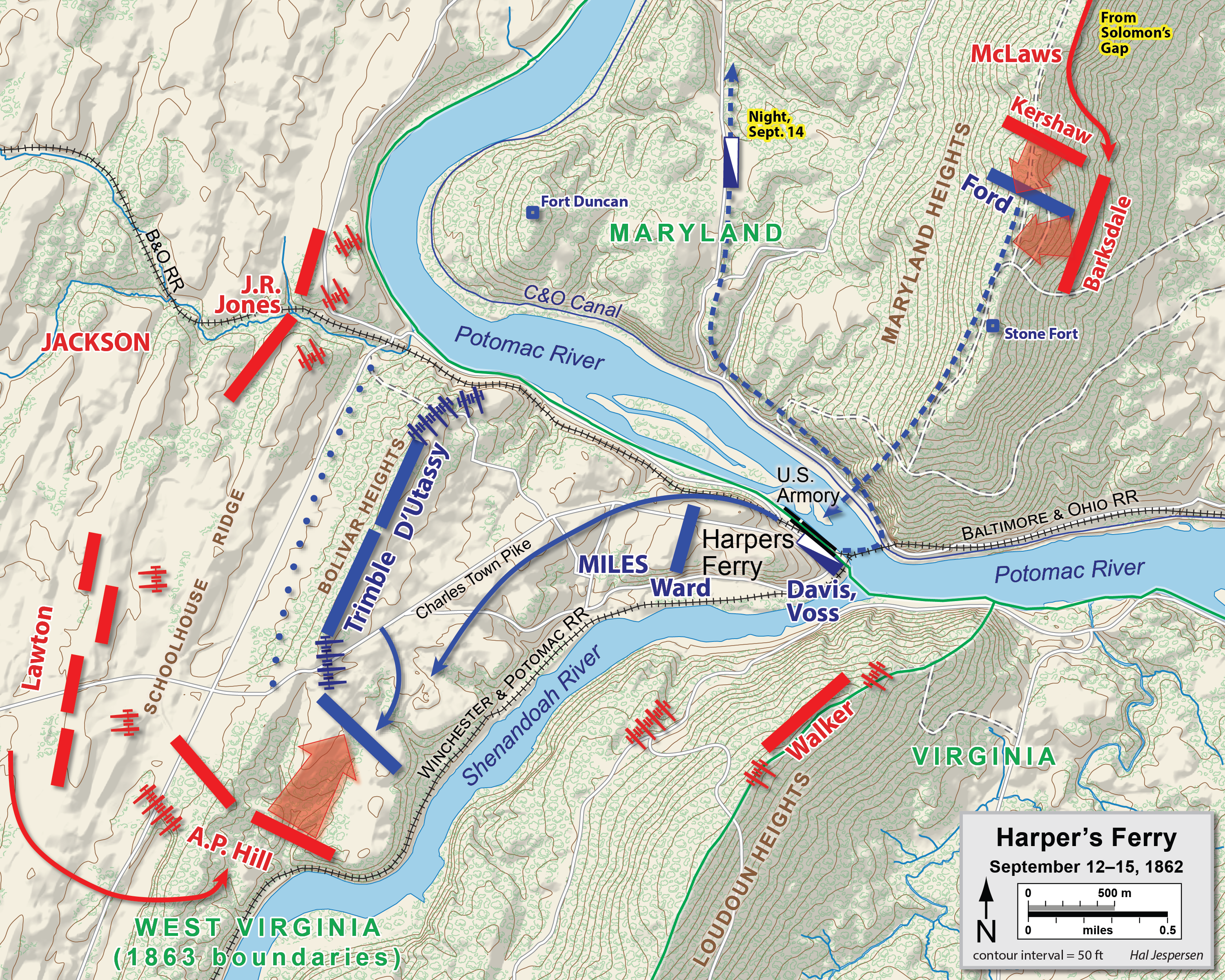
Karta över Slaget vid Harpers Ferry, september 1862.

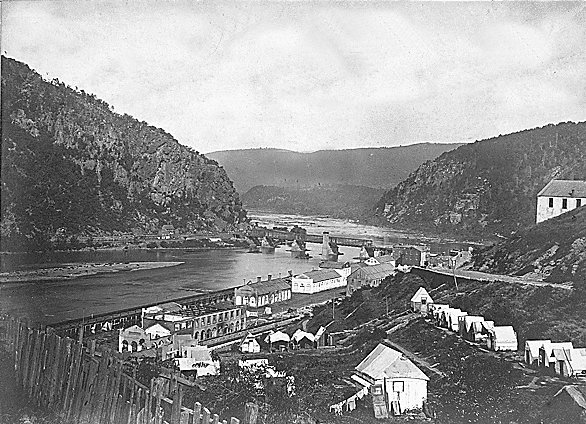
Harpers Ferry, bild tagen 1865 från Maryland Heights. Staden är efter kriget utbränd och utbombad, arsenalens huvudbyggnad ligger i ruiner och en rad provisoriska trähus är uppförda.

Slaget vid Harpers Ferry, 12-15 september 1862, var ett slag i amerikanska inbördeskriget. Den konfedererade generalmajoren Thomas Jonathan "Stonewall" Jackson omringade, bombarderade och besegrade den federala garnisonen vid Harpers Ferry. Slaget då utkämpades i delstaten Virginia men idag ligger Harpers Ferry i West Virginia. Harpers Ferry är en liten stad vid sammanflödet av Potomacfloden och Shenandoahfloden vid mynningen av Shenandoahdalen och utgjorde 1862 ett strategiskt järnvägspassage över Potomacfloden med Baltimore & Ohio Railroad. Militärt är Harpers Ferry i princip omöjlig att försvara, i en dal omgärdad av höga kullar.

## Förspel till slaget
När konfedererade generalen Robert E. Lee i september 1862 invaderade Maryland under sin första invasion av Nordstaterna, kallad Maryland Campaign, räknade denne med att garnisonen i Harpers Ferry skulle ge upp platsen utan strid allt eftersom hans Army of Northern Virginia avancerade allt längre in i Maryland och platsen visade sig ohållbar, som de federala garnisonerna i Winchester och Martinsburg hade gjort. Men garnisonen i Harpers Ferry evakuerade inte. Lee ville försäkra sig om en säker sambandslinje till Virginia och avledde generalmajor Stonewall Jackson att med 10 000 man och 16 000 till under andra befäl ta Harpers Ferry. Den federala garnisonen i Harpers Ferry på 14 000 man omgärdades på tre sidor av höga kullar från vilka det var enkelt att från artilleripositioner bombardera dalen, staden och garnisonen nedanför. Till den redan stora garnisonen i Harpers Ferry tillkom 2 500 man under brigadgeneral Julius White vilka utgjort garnisonen i Martinsburg och som evakuerat och retirerat till Harpers Ferry då Jackson nalkats Martinsburg den 11 september.
Befälhavare för garnisonen i Harpers Ferry var överste Dixon S. Miles, 58 år, vilken under inbördeskrigets första större slag Första Slaget vid Bull Run den 21 juli 1861 av brigadgeneralen Israel B. Richardson blivit anklagad för att ha varit berusad. Rätten efteråt fastslog anklagelserna och Miles dömdes till åtta månaders tjänstledighet. Efter ledigheten och ha avsvurit sig bruk av alkohol gick Miles åter in i aktiv tjänst och fick i september 1862 befäl över arsenalen i Harpers Ferry vilken då antogs vara en avlägsen avkrok långt från alla krigsskådeplatser. I Harpers Ferry tog Miles sina order att hålla staden bokstavligt varvid han undlät att besätta nyckelpositioner runt staden på höjderna Bolivar, Loudoun och Maryland Heights och i stället koncentrerade sina trupper i staden och dalgången nedanför.

## Slaget
När de konfedererade nådde Harpers Ferry förbluffades de att finna kullarna runt staden obesatta och oförsvarade. Enda allvarliga försöket till motstånd från nordstatarna utspelade sig på morgonen den 13 september på Maryland Heights där de konfedererade nödgades formera två brigader i stridslinje mot ett nordligt regemente men de federala trupperna var oerfarna och övergav ställningarna relativt tidigt. Trots att nordstatarna omgrupperade längre bak fick dessa klockan 15.30 av sin befälhavare överste Thomas H. Ford order att retirera. Soldaterna gjorde sina artilleripjäser obrukbara och retirerade över en pontonbro över Potomacfloden tillbaka in i Harpers Ferry. Av krigsrätten ansågs Ford sedermera "ha övergett sina ställningar utan tillräckliga skäl" och avskedades från armén. Stonewall Jackson placerade metodiskt ut runt 50 artilleripjäser uppe på kullarna och nere i dalen och beordrade bombardemang. Harpers Ferry intogs den 15 september efter två dagars intensivt bombardemang men utan direkta infanteristrider. Det infanterianfall Jackson hade beordrat och förberett till klockan 08.00 den 15 september för att ta garnisonen med storm ställdes in då de federala styrkorna kapitulerade tidigt på morgonen samma dag.   

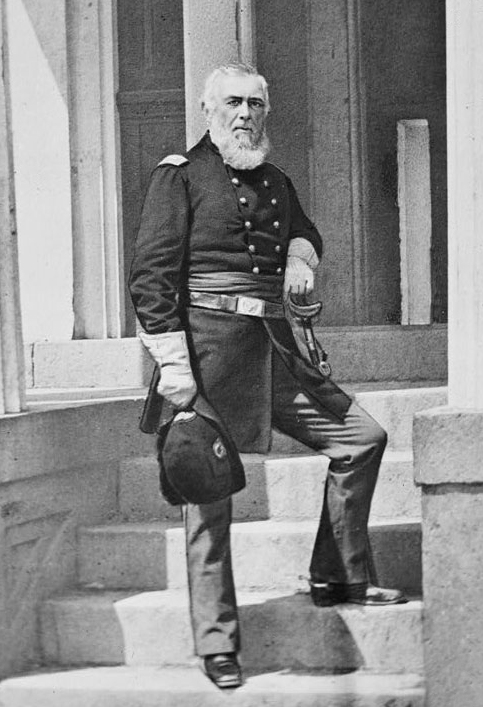
Överste Dixon S. Miles vilken förde befäl vid Harpers Ferry och stupade dagen efter kapitulationen.

Genom ett ödets nyck blev överste Dixon S. Miles en av de sista, om inte den siste att stupa under slaget vid Harpers Ferry. På morgonen den 15 september hade Miles insett att situationen var hopplös och gav order om att hissa den vita kapitulationsflaggan. Just därefter blev Miles dödligt träffad i vänstra benet av en redan avfyrad artillerigranat. Så föraktad var Miles av sina egna trupper för sitt agerande under försvaret av Harpers Ferry att det blev svårt att finna någon som ville bära honom till sjukstugan. Av sina soldater anklagades Miles för att igen ha varit berusad och historiker har spekulerat i om Miles besköts av egna trupper, även om sådana bevis aldrig framkommit. Miles dog dagen efter i sjukstugan och militära kommandot gick över till brigadgeneral Julius White. Även om White hade högre rank än Miles hade White gjort rätt då han med sin brigad dagarna innan slaget retirerat till Harpers Ferry och då följt militärt protokoll att ställa sig under den officer som för befäl vid en stridssituation. Detta blev olyckligt för White då Miles visade sig oduglig som militär befälhavare. Uppgiften att formellt kapitulera garnisonen föll på White vilken efter slaget därför ställdes inför krigsrätt men friades då rätten funnit att White "agerat kapabelt och modigt". Samma rätt stämplade Miles agerande vid slaget som "inkapabelt, nästan på gränsen till dumhet".

## Eftermäle
Slaget kostade de konfedererade 286 förluster; 39 stupade och 247 sårade, de flesta från morgonens strider den 13 september på Maryland Heights. De federala förlorade 44 stupade, 173 sårade och 12 419 tillfångatagna, totalt 12 636. Det blev det högsta antalet kapitulerade soldater vid ett enda tillfälle för den federala armén under hela inbördeskriget. Stonewall Jacksons styrkor tillskansade sig de federala mat- och materielförråden varvid de åt upp maten, kastade bort sina slitna gråa uniformer och iklädde sig nya blåa federala uniformer vilket skulle komma att skapa förvirring under de kommande dagarnas händelser.

Brigadgeneral Julius White friades för sina handlingar vid Harpers Ferry och fick fortsatt föra befäl i den federala armén.

Efter segern den 15 september skickade Stonewall Jackson en budbärare till general Lee med besked. Kuriren återvände snart med order från Lee: "Få dina trupper till Sharpsburg (Maryland) snarast möjligt". Jackson avtågade omedelbart med sina män till Lee i Maryland och deltog den 17 september i Slaget vid Antietam. I Harpers Ferry lämnade Jackson kvar generalmajor A.P. Hill med dennes division att övervaka utväxlingen av de kapitulerade federala soldaterna och med order att med sin division därefter snarast följa efter mot Sharpsburg. På grund av det stora antalet federala soldater som hamnat i de konfedererades händer, vilka de konfedererade inte varit beredda på att hantera kunde Hill inte påbörja marschen från Harpers Ferry förrän på morgonen den 17 september. Trots språngmarsch anlände Hill till Sharpsburg först sent på eftermiddagen och missade huvuddelen av Slaget vid Antietam.
Det som utmärker Slaget vid Harpers Ferry är att de konfedererade vann en förkrossande seger över de federala till en sådan relativ liten kostnad. Stonewall Jackson led endast 286 förluster medan de federala förlorade 12 636 man varav 12 419 kapitulerade. Det andra är att kapitulationen vid Harpers Ferry utgör för USA den näst största förlusten i manfall vid ett enda tillfälle i Förenta Staternas militära historia. Aldrig tidigare eller därefter fram till Slaget vid Bataan under Andra världskriget då USA kapitulerade 76 000 man varav 15 000 amerikanska soldater har USA:s stridskrafter kapitulerat så många man till en fiende vid ett enda tillfälle. Garnisonen vid Harpers Ferry gav dessutom upp 13 000 handeldvapen, 200 vagnar och 73 artilleripjäser.